# Il·lusió òptica

El quadrat A és exactament del mateix color que el quadrat B (Adelson).

Les línies diagonals són paral·leles, encara que no ho sembli.

Gerro de Rubin. Podem percebre la figura i el fons de manera alternativa.

Una il·lusió òptica és qualsevol il·lusió del sentit de la vista, que ens porta a percebre la realitat erròniament. Aquestes poden ser de caràcter fisiològic o cognitiu, associats als efectes d'una estimulació excessiva en els ulls o el cervell (brillantor, color, moviment, etc., com l'encantament després de veure una llum potent), o cognitiu, en què intervé el nostre coneixement del món (com el Gerro Rubin en el qual percebem dues cares o un gerro indistintament). Les il·lusions cognitives es divideixen habitualment en il·lusions d'ambigüitat, il·lusions de distorsió, il·lusions paradoxals i il·lusions fictícies (al·lucinacions).
No estan sotmeses a la voluntat i poden variar entre una persona i altra, depenent de factors com: agudesa visual, campimetria, daltonisme, astigmatisme i altres.
Entendre aquests fenòmens és útil per comprendre les limitacions del sentit visual de l'ésser humà i la possibilitat de distorsió, ja sigui pel que fa a la forma, el color, la dimensió i la perspectiva del que observa.
Molts artistes han aprofitat les il·lusions òptiques per a donar a les seues obres un aspecte màgic, de profunditat, d'ambigüitat i contrastos, entre ells s'inclouen Octavio Ocampo, Maurits Cornelis Escher, Salvador Dalí, Giuseppe Arcimboldo, Marcel Duchamp, Oscar Reutersvär i alguns altres que han treballat amb la perspectiva.
Les il·lusions òptiques fisiològicament ocorren durant la connexió de l'hemisferi dret i l'esquerre, gràcies a això tenim la capacitat de percepció.
El cinema també produeix una il·lusió òptica, ja que una pel·lícula consisteix en una sèrie de fotografies que en ser projectades i per la persistència de la retina, fan la sensació de moviment aparent. Els efectes especials de les pel·lícules, també es basen en il·lusions òptiques, coneguda és la tècnica de la perspectiva forçada, que ens fa veure maquetes petites com escenaris reals i gegants.

## Història
Al llarg de la història s'ha qüestionat el fet per què els ulls humans deixen ser enganyats tan fàcilment davant dibuixos gens complexos, ans al contrari, dibuixos ben senzills, com són les il·lusions òptiques. Hogenboom afirma que les il·lusions òptiques poden revelar un gran ventall d'informació; des de com els éssers humans processen la noció de temps i espai fins a l'experiència humana de consciència.

### Les primeres il·lusions
Les il·lusions òptiques tenen una llarga trajectòria que es remunta fins a l'antiga Grècia. Ja al segle vi aC el poeta i metge grec Epicarm, havia presentat les primeres explicacions i teories d'aquest fenomen, quan creia que, independentment que la nostra ment comprengués certes coses clarament, els òrgans sensitius podien arribar a confondre o interpretar la informació de manera diferent.
També el filòsof grec Aristòtil, l'any 350 aC, va determinar que tot i que es pugui confiar en els sentits humans, aquests es poden enganyar amb una gran facilitat, fent referència al fenomen de les il·lusions òptiques i coincidint amb les teories que Epicarm havia fet públiques.
Aristòtil s'adonà que en mirar una cascada i, posteriorment, enfocar la mirada a les roques del voltant, estàtiques, semblava que aquestes es moguessin en el sentit oposat al flux de l'aigua. Avui dia aquest efecte és el conegut com a seqüela del moviment o il·lusió de la cascada. En aquest cas, l'explicació és que hi ha neurones del cervell que s'adapten al moviment de l’aigua, i quan es canvia el focus de la mirada a les roques, altres neurones recompensen en excés aquesta adaptació i ocasionen la il·lusió de moviment oposat.

### Segle XIX
El segle xix va ser l'època en què començà l'autèntic auge de l'estudi de les il·lusions òptiques, i es van fer descobriments com per exemple el fet que el cervell humà tendeix, d’alguna manera, a saltar ràpidament a conclusions per la gran quantitat d’informació que rep per segon. S'estudià la percepció i es van elaborar diverses il·lusions òptiques molt senzilles per tal de determinar la manera en què el cervell percep les formes i els patrons. Gràcies a aquests estudis fets prèviament, es van començar a confeccionar unes primeres teories sobre com els ulls poden manipular la nostra ment.
La il·lusió d'Ebbinghaus o cercles de Titchener és una il·lusió òptica que incideix a la percepció correcta de mides i que pren el nom del descobridor d'aquest fenomen, Hermann Ebbinghaus, psicòleg alemany. Aquesta il·lusió òptica va revelar que el cervell humà fa judicis sobre les mides a través d'objectes adjacents, fet que es pot manipular fàcilment.

Il·lusió de Ponzo

En aquella mateixa època, una nova il·lusió òptica, la il·lusió de Ponzo, il·lustrà que per a la percepció de la profunditat és essencial el seu context. La il·lusió de Ponzo rep el nom també del seu descobridor, el psicòleg italià Mario Ponzo. Aquesta il·lusió òptica mostra que les línies de mida idèntica poden semblar que tenen longituds diferents quan es col·loquen entre línies paral·leles convergents: Dues rectes paral·leles de la mateixa longitud semblen diferents segons la posició relativa de cada una d'elles, de manera que, la recta superior sembla més llarga perquè la ment interpreta la seva mida d'acord amb la perspectiva lineal, en què les línies paral·leles convergeixen. (Símil amb la via d'un tren)
Relacionat amb la il·lusió de Ponzoa, està la il·lusió de Muller-Lyer, descoberta per F. C. Muller-Lyer l'any 1889, en què les línies que formen la il·lusió semblen tenir mides diferents. Aquesta il·lusió òptica explica que dos o més segments de la mateixa longitud semblen més llargs o curts segons la direcció on apunten les fletxes (cap endins o cap a fora) dels extrems del segment. De nou observem com el nostre sentit de la mesura i la perspectiva poden veure’s afectats pel context, perquè la nostra ment està preparada per relacionar determinats fets visuals amb conceptes de distància i profunditat. És per això, per exemple, que les línies diagonals ens creen la il·lusió de perspectiva, perquè així és com el nostre cervell s'orienta en un espai tridimensional.
A finals del 1800, Hermann von Helmholtz, metge i físic alemany, va demostrar que aquesta no és l'única manera en què les línies simples poden deformar la manera com la ment percep l'entorn. Mitjançant l'exemple d'un quadrat senzill va demostrar que un quadrat format per línies horitzontals sembla més llarg i estret que el mateix quadrat format per línies verticals. Els investigadors pensen que pot relacionar-se amb la manera com s'estima l'espai ple, però, això no obstant, no hi ha res comprovat i queda camí per investigar.

Tal com diu l'historiador, Nicholas Wade de la Universitat de Dundee (Escòcia), en paral·lel al sorgiment d'aquestes noves il·lusions òptiques, es vivia un moment d'innovacions en el camp d'estudi de la percepció.
“The phenomena were small but reliable; they were experimentally tractable and it generated this incredible boom of variations on simple figures.”
Tanmateix, en aquesta mateixa època hi va haver intents per trobar una teoria unificadora de les il·lusions òptiques. Anys després, els investigadors s'adonaran que les reaccions a les il·lusions òptiques són molt complexes i que aquest àmbit no és tan senzill com els primers pioners de les il·lusions òptiques havien propugnat.

### El segle XX
El segle XX va veure poc del camí dels grans avenços en el camp de les il·lusions òptiques, quan els evidents avenços en la tecnologia van permetre als científics David Hunter Hubel, Torsten Wiesel i Roger Wolcott Sperry elaborar diferents estudis per separat que els van portar al descobriment de certes neurones participants en el còrtex visual del cervell que responien només quan els objectes de visió estaven orientats a certs angles. Aquest descobriment va obtenir el Premi Nobel de Fisiologia i Medicina l'any 1981.
Aquests estudis van demostrar com el sistema visual construeix complexes representacions de la informació visual a partir d'estímuls simples (Hubel), que els hemisferis cerebrals controlen funcions especialitzades i que són capaços d'actuar per separat en cas de perdre comunicació entre ells (Sperry), així com el fet que algunes neurones responen amb preferència per l'ull dret i algunes ho fan per l'ull esquerre (Wiesel).

### El segle XXI
A principis del 2000 hi hagué un ressorgiment en el camp de la investigació sobre les il·lusions òptiques. Paral·lelament, s'estudià també la manera com el cervell humà processa el temps.
Una escola de pensament suggerí que determinades il·lusions òptiques posen de manifest l'intent constant del cervell humà per predir què és el que passarà. Teòrics afirmen que moltes de les il·lusions òptiques demostren que els éssers humans intenten predir el futur per compensar el lleuger retard entre l'esdeveniment i la percepció conscient d'aquest.
Mark Changizi, determinà que el cervell pot fer prediccions sobre l'entorn per percebre el present. Changizi, neurobiòleg teòric, i Shinsuke Shimogo, psicòleg experimental del laboratori de psicologia experimental de Caltech a Califòrnia, varen escriure sobre determinades il·lusions òptiques, entre les quals es troba la il·lusió de Hering.

La il·lusió de Hering mostra una sèrie de línies radials que simula la il·lusió de moviment, tal com l'escena que visualitzem quan ens movem cap endavant, explica Changizi. Amb això, s'ha arribat a la conclusió que el cervell humà hauria evolucionat per tractar aquestes línies com una representació del moviment.
“In real life when those mechanisms are working well, when you're moving forward, then those radial lines happening on the back of your eye really are due to real-life motion. The reason they are only misperceptions in the lab is because radial lines trick your brain into thinking there's motion.”
(“A la vida real, quan aquells mecanismes estan funcionant correctament, quan avances, llavors aquelles línies radials que ocorren darrera el teu ull són causades per un moviment real. La raó per la qual només hi ha interpretacions equivocades al laboratori és perquè les línies radials enganyen el teu cervell perquè pensi que hi ha moviment”).
Avui dia, la investigació al voltant de les il·lusions òptiques ha augmentat considerablement. Gràcies als avenços de la tecnologia se'ls ha permès als científics investigar i estudiar el cervell humà mentre els usuaris visualitzen les il·lusions. D'aquesta manera, en paral·lel, s'ha pogut començar a entendre els mecanismes subjacents que succeeixen dins del cap dels éssers humans.
En recerques més recents, la ressonància magnètica funcional (fMRI) ha permès als investigadors analitzar com les neurones del cervell responen a les il·lusions individuals. Un estudi fet amb persones que contemplaven el cub de Necker va mostrar com el cervell podia variar entre dues interpretacions diferents d'una imatge, a mesura que tractava de convertir un dibuix bidimensional en una galleda tridimensional.

## Classificació d’il·lusions òptiques
L’origen de les diferents il·lusions òptiques poden tenir un origen fisiològic o cognitiu. El primer és causat per estimulacions dels ulls o el cervell, mentre que el segon es deu al coneixement propi que tenim del món.

### Il·lusions òptiques fisiològiques
Segons Richard Gregory, professor de la Universitat de Bristol especialitzat en el camp de la percepció i les il·lusions òptiques, aquestes són les que alteren els senyals sensorials i neuronals del cervell. Un exemple de les il·lusions òptiques fisiològiques serien el que anomenem les postimatges: Aquestes són les que es queden impreses en la nostra vista després d’observar un element molt lluminós o un estímul adaptatiu davant de patrons canviants molt contrastats, és a dir, que es donen a conseqüència d’un excés d’estímul visual (causes de les quals poden ser tant llum com color, inclinació, moviment, etc.).
Un fenomen familiar i un altre exemple per a una il·lusió visual física és quan les muntanyes semblen estar molt més a prop en un clima clar amb poca humitat (Foehn) que en la realitat. Això es deu al fet que la boira és un indici per a la percepció de profunditat d'objectes llunyans (perspectiva aèria).

#### Color i brillantor
Les constàncies perceptives són fonts d'il·lusions. La constància del color i la constància de la lluentor són responsables del fet que un objecte familiar apareixerà del mateix color, independentment de la quantitat de llum o el color de la llum que es reflecteixi en ell. Es pot crear una il·lusió de diferència de color o diferència de lluminositat quan es canvia la lluminositat o el color de l'àrea que envolta un objecte desconegut. La lluminositat de l'objecte apareixerà més brillant contra un camp negre (que reflecteix menys llum) en comparació amb un camp blanc, tot i que l'objecte en si no va canviar la seva lluminositat. De manera similar, l'ull compensarà el contrast de color segons el color de l'àrea circumdant.
A més dels principis de percepció Gestalt, les il·lusions de color d'aigua contribueixen a la formació d'il·lusions òptiques. Les il·lusions de color d'aigua consisteixen en efectes de forat d'objecte i coloració. Els efectes de forat d'objecte ocorren quan els límits són prominents on hi ha una figura i un fons amb un forat que té una aparença 3D volumètrica. La coloració consisteix en una assimilació del color que irradia des d'un punt de color prim que recobreix un contorn cromàtic més fosc. La il·lusió del color de l'aigua descriu com la ment humana percep la totalitat d'un objecte, com el processament de dalt a baix. Així, els factors contextuals juguen a percebre la brillantor d'un objecte.

### Il·lusions òptiques cognitives
Aquestes són causa d’una interpretació errònia del cervell dels senyals enviats per l’ull, com per exemple, la incorrecta interpretació dimensional relativa de dos objectes a causa de la perspectiva. El cervell salta a conclusions inconscients, quan automàticament pren una idea incorrecta de la imatge que s'observa, a partir del coneixement del món que ens envolta, és a dir, aquestes ocorren quan es produeix una aplicació incorrecta del coneixement emmagatzemat pel cervell durant la lectura o interpretació de senyals sensorials. Aquest coneixement pot ser específic d’un objecte en particular o pot ser un coneixement general en forma de regles, com la llei gestàltica, que determina que les parts d’un objecte que estan juntes i es mouen junts, pertanyen al mateix objecte.
Les il·lusions cognitives es poden classificar en ambigüitats, deformitats, paradoxes i ficcions.

#### Ambigüitats
Les ambigüitats són imatges que provoquen un canvi perceptiu entre interpretacions alternatives. Davant d’una imatge, el cervell agrupa automàticament els diferents elements que hi apareixen segons uns principis d’organització. En aquests casos, aquest tendeix a “precipitar-se” per obtenir una conclusió, passant per alt informació important i, per tant, donant un resultat erroni. Això s'anomena “inversió perceptiva”. Un exemple seria la coneguda il·lusió òptica de l'elefant i les potes (imatge a la part dreta). Un altre exemple podria ser La Copa, introduïda l’any 1915 pel psicòleg danès Edgar Rubin, com a exemple d’il·lusió de figura i fons. En Questa veiem la silueta d’una copa blanca que comparteix marges amb dos perfils negres. Diem que hi ha ambigüitat perquè, compartint una frontera comuna, ambdues imatges podrien ser la figura o el fons. Rubin va determinar que l'elecció de figura i fons depenia de diversos factors, com per exemple que és l’àrea més petita la que s'acostuma a considerar figura, encara que també influeix la concavitat i convexitat de les figures.

##### Figures
Igual que percep constants de color i brillantor, el cervell té la capacitat d'entendre que els objectes familiars tenen una forma o mida consistent. Per exemple, una porta es percep com un rectangle, independentment de com canviï la imatge a la retina a mesura que la porta s'obre i es tanca. No obstant això, els objectes desconeguts no sempre segueixen les regles de la constància de la forma i poden canviar quan es canvia la perspectiva. La il·lusió de Shepard de la taula de canvi és un exemple d'una il·lusió basada en distorsions en la constància de la forma.

#### Paradoxes
Aquest tipus d’il·lusió cognitiva presenta objectes impossibles. En seria un exemple el Triangle de Penrose, presentat per l’artista suec Oscar Reutersvärd l’any 1934, en el que s'observa un triangle impossible format per tres barres. El triangle és una il·lusió que depèn d'un malentès cognitiu que les vores adjacents han d'unir.

#### Distorsions
Les distorsions són il·lusions que consisteixen en errors de la percepció de la mida, la longitud, curvatura, angles… És a dir, interpretacions errònies de diferents propietats geomètriques. De fet, qualsevol representació de perspectiva, sigui aquesta plàstica o fotogràfica, es considera una distorsió, ja que es modifica la proporció relativa de les dimensions i angles per fer la sensació de distància i profunditat. En altres paraules, es crea la il·lusió de tridimensionalitat en un element bidimensional.
En seria un exemple l'anomenada La paret de la cafeteria (perquè va ser descrita per algú que va observar una paret de rajoles en una cafeteria de Bristol). Aquesta, formada per quadrats blancs i negres intercalats entre si, crea la il·lusió que les línies horitzontals que separen les files de quadrats són completament corbes, quan en realitat són paral·leles.
Es troba també, dins d'aquesta classificació, la Il·lusió de Müller-Lyer, que consisteix en dos segments de la mateixa longitud limitats per línies orientades cap a dins en un i cap a fora en l’altre, creant la impressió que un d’ells és més llarg.

##### Percepció de profunditat i moviment
Les il·lusions poden basar-se en la capacitat d'un individu per veure en tres dimensions, tot i que la imatge que arriba a la retina és només bidimensional. La il·lusió de Ponzo és un exemple d'una il·lusió que utilitza senyals monoculars de percepció de profunditat per enganyar a l'ull. Però fins i tot amb imatges bidimensionals, el cervell exagera les distàncies verticals en comparació amb les horitzontals, com en la il·lusió vertical-horitzontal on les dues línies tenen exactament la mateixa longitud.
L'animació cinematogràfica es basa en la il·lusió que el cervell percep una sèrie d'imatges lleugerament variades produïdes en ràpida successió com una imatge en moviment. De la mateixa manera, quan ens estem movent, com ho estaríem mentre viatgem en un vehicle, pot semblar que els objectes circumdants estables es mouen. També podem percebre que un objecte gran, com un avió, es mou més lentament que els objectes més petits, com un automòbil, tot i que l'objecte més gran realment s'està movent més de pressa. El fenomen phi és un altre exemple més de com el cervell percep el moviment, que sovint es crea mitjançant llums intermitents en una successió propera.
L'ambigüitat de la direcció del moviment a causa de la manca de referències visuals per a la profunditat es mostra en la il·lusió del ballarí que gira. El ballarí giratori sembla moure en sentit horari o antihorari segons l'activitat espontània en el cervell, on la percepció és subjectiva. Estudis recents mostren a la fMRI que existeixen fluctuacions espontànies en l'activitat cortical mentre s'observa aquesta il·lusió, particularment el lòbul parietal, perquè està involucrat en la percepció del moviment.
Inhibició Lateral
A banda dels principis de percepció de la Gestalt i altres circumstàncies cognitives, la inhibició lateral té un paper clau en la forma en què percebem alguns fenòmens òptics. Com demostren les lleis de la Gestalt, la percepció i interpretació del conjunt afecten la percepció de la unitat, amb les il·lusions òptiques això juga un paper de gran importància, i la inhibició lateral ho exemplifica.
La inhibició lateral es refereix a la capacitat de les neurones en el sistema visual per a suprimir o inhibir els senyals de les neurones veïnes, contribuint així a la percepció més nítida de vores i contrastos en les imatges que veiem.
Un exemple paradigmàtic que il·lustra la inhibició lateral i el seu impacte en les il·lusions òptiques és la il·lusió de la quadrícula de Hermann. En aquesta il·lusió òptica, es presenta una quadrícula de línies negres paral·leles verticals i horitzontals interseccionades sobre un fons blanc. En els punts d'intersecció, fa l'efecte de què hi ha punts grisos, encara que en realitat no existeixen. La inhibició lateral té un paper clau en aquesta il·lusió, ja que els senyals de les cèl·lules receptores en els punts d'intersecció interactuen amb els senyals de les cèl·lules veïnes, creant la percepció de punts inexistents.
Aquest fenomen pot explicar-se per com les cèl·lules receptores en la retina responen a la llum i com la informació es processa en l'escorça visual. Si bé la inhibició lateral hauria de contribuir a la millora del contrast i aguditzar la percepció, també pot generar il·lusions òptiques com en el cas de la il·lusió de la quadrícula de Hermann.
Entendre aquest fenomen de la inhibició lateral pot servir per entendre el funcionament del nostre sistema visual. En el context de les il·lusions òptiques, la quadrícula de Hermann és només un exemple de com la interacció complexa entre les neurones i la inhibició lateral pot donar lloc a percepcions enganyoses que desafien la nostra comprensió de la realitat visual. Fenòmens com aquests il·lustren la capacitat del cervell per a processar informació visual i, paral·lelament, demostren la susceptibilitat de la nostra percepció a les il·lusions induïdes per la interacció de senyals neuronals.

#### Ficcions
Les ficcions són quan es percep una figura encara que no estigui en l'estímul, és a dir, les al·lucinacions.
Percepció futura
L'investigador Mark Changizi de l'Institut Politècnic Rensselaer a Nova York té una visió més imaginativa de les il·lusions òptiques, i diu que es deuen a un retard neuronal que la majoria dels humans experimenten quan estan desperts. Quan la llum arriba a la retina, transcorre al voltant d'una dècima de segon abans que el cervell tradueixi el senyal en una percepció visual del món. Els científics han sabut del retard, però han debatut com compensen els humans, i alguns proposen que el nostre sistema motor modifica els nostres moviments per compensar el retard.
Changizi afirma que el sistema visual humà ha evolucionat per compensar els retards neuronals generant imatges del que passarà una dècima de segon en el futur. Aquesta previsió permet als humans reaccionar als esdeveniments en el present, cosa que permet als humans realitzar actes reflexius com atrapar una pilota voladora i maniobrar suaument a través d'una multitud. En una entrevista amb ABC, Changizi va dir: "Les il·lusions es produeixen quan els nostres cervells intenten percebre el futur, i aquestes percepcions no coincideixen amb la realitat". Per exemple, una il·lusió anomenada la il·lusió de Hering sembla raigs de bicicleta al voltant d'un punt central, amb línies verticals a banda i banda d'aquest centre, l'anomenat punt de fuga. La il·lusió ens enganya en pensar que estem mirant una imatge en perspectiva, i així, d'acord amb Changizi, canvia les nostres capacitats de visió del futur. Ja que no ens estem movent i la figura és estàtica, percebem malament les línies rectes com corbes. Changizi va dir:
“Evolution has seen to it that geometric drawings like this elicit in us premonitions of the near future. The converging lines toward a Vanishing point (the spokes) are qües that trick our brains into thinking we are moving forward-as we would in the real world, where the door frame (a pair of vertical lines) seems to bow out as we move through it-and we try to perceive what that world will look like in the next instant”.
(“L'evolució ha vist que dibuixos geomètrics com aquest eliciten en nosaltres premonicions del futur pròxim. Les línies convergents cap a un punt de desaparició, són les cues que enganyen els nostres cervells en pensar que ens estem movent cap endavant, com ho faríem en el món real, on el marc de la porta (un parell de línies verticals), semblen dirigir-se cap a fora a mesura que avancem a través d’aquest- i intentem percebre com serà el món al següent instant”).

## La hipòtesi dels processos cognitius
La hipòtesi de processos cognitius afirma que les il·lusions visuals es produeixen perquè el circuit neuronal en el nostre sistema visual evoluciona, mitjançant l'aprenentatge neuronal, a un sistema que fa interpretacions molt eficients d'escenes 3D habituals basades en el sorgiment de models simplificats en el nostre cervell que acceleren el procés d'interpretació, per donar lloc a il·lusions òptiques en situacions inusuals. En aquest sentit, la hipòtesi dels processos cognitius es pot considerar un marc per a la comprensió de les il·lusions òptiques, ja que la signatura de la manera estadística empírica ha evolucionat per resoldre el problema invers.
La investigació indica les capacitats de la visió. Després d'un llarg procés d'aprenentatge, emergeix una representació interna del món que està ben ajustada a les dades dels orígens més propers. La representació d'objectes distants prop de l'horitzó és menys "adequada". De fet, no només la lluna sembla més gran quan els percebem prop de l'horitzó. En una foto d'una escena distant, tots els objectes distants es perceben com a més petits que quan observem directament usant la nostra visió.
La imatge de la retina és la principal font de visió, però el que veiem és una representació "virtual" en 3D de l'escena davant nostre. No veiem una imatge física del món; Veiem objectes, i el món físic no està separat en objectes. Ho veiem d'acord amb la forma en què el nostre cervell ho organitza. Els noms, colors, formes habituals i una altra informació sobre les coses que veiem emergeixen instantàniament dels nostres circuits neuronals i influeixen en la representació de l'escena. Veiem la informació més rellevant sobre els elements de la millor imatge 3D que pot produir les nostres xarxes neuronals. Les il·lusions sorgeixen quan els "judicis" estan implicats en l'anàlisi inconscient de l'escena.

## Noves il·lusions i variants de les anteriors
Els investigadors han descobert que el cervell és capaç de detectar quines són les diferents àrees del cervell que tracten el color, el moviment, la forma o bé, la textura. No obstant això, encara no queda clara la manera com el cervell codifica i combina tota aquesta informació en una imatge, per tal que aquesta es mostri coherent.

És més, en l'actualitat encara avui dia estan apareixent noves il·lusions òptiques i variants d'il·lusions anteriors. És per aquest motiu que els investigadors que treballen en el camp de la visió varen decidir organitzar un concurs anual per tal de trobar quines són les millors noves il·lusions òptiques, amb la finalitat de millorar l'estudi del cervell.

Rotating Snakes Illusion

## Il·lusions visuals patològiques
Una il·lusió visual patològica és una distorsió d'un estímul extern real i amb freqüència és difusa i persistent. Les il·lusions visuals patològiques en general ocorren en tot el camp visual, el que suggereix alteracions globals de l'excitabilitat o sensibilitat. Alternativament, l'al·lucinació visual és la percepció d'un estímul visual extern on no n'hi ha cap. Les al·lucinacions visuals sovint són de disfunció focal i solen ser transitòries.
Els tipus d'il·lusions visuals inclouen oscilopsia, "halos" al voltant dels objectes, palinòpsia il·lusòria (trailing visual, raig de llum, imatges secundàries indistintes prolongades), akinetopsia, neu visual, micropsia, macropsia, teleopsia, pelopsia, síndrome d'Alícia al país de les Meravelles, metacrofopsia, discromatòpsia, hiperactivitat intensa, Camp blau del fenomen entòptic, i els arbres Purkinje.
Aquests símptomes poden indicar un estat de malaltia subjacent i requerir la consulta amb un metge. Les etiologies associades amb les il·lusions visuals patològiques inclouen múltiples tipus de malaltia ocular, migranyes, trastorn de percepció persistent d'al·lucinògens, traumatisme cranial i medicaments receptats. Si un tractament mèdic no revela una causa de les il·lusions visuals patològiques, els trastorns visuals idiopàtics podrien ser anàlegs a l'estat d'excitabilitat alterat que s'observa en l'aura visual sense migranya. Si les il·lusions visuals són difuses i persistents, sovint afecten la qualitat de vida del pacient. Aquests símptomes sovint són refractaris al tractament i poden ser causats per qualsevol dels etiòlegs esmentats anteriorment, però sovint són idiopàtics. No existeix un tractament estàndard per a aquests trastorns visuals.

## Llista d'il·lusions òptiques
Hi ha una varietat de diferents tipus d'il·lusions òptiques. Algunes de les principals són: 
- Il·lusió de la quadrícula
- miratge
- holograma
- estereograma
- irradiació

## En l'art
Els artistes que han treballat amb il·lusions òptiques inclouen a M. C. Escher, Bridget Riley, Salvador Dalí, Giuseppe Arcimboldo, Patrick Bokanowski, Marcel Duchamp, Jasper Johns, Oscar Reutersvärd, Victor Vasarely i Charles Allan Gilbert. Els artistes contemporanis que han experimentat amb il·lusions inclouen a Jonty Hurwitz, Sandro del Prete, Octavio Ocampo, Dick Termes, Shigeo Fukuda, Patrick Hughes, István Orosz, Rob Gonsalves, Gianni A. Sarcone, Ben Heine i Akiyoshi Kitaoka. La il·lusió òptica també s'utilitza en el cinema per la tècnica de la perspectiva forçada.

### Op-Art (Les il·lusions òptiques com una forma d'art)
A la dècada del 1960 al 1970, les il·lusions òptiques varen ser la inspiració d'un estil anomenat Op-Art (abreviació d'optical art, en anglès) o art òptic.
L'art òptic és un estil d'art que utilitza il·lusions òptiques per crear una impressió de moviment, o imatges i patrons ocults. Trompe-l'œil utilitza imatges realistes per crear la il·lusió òptica que els objectes representats hi en tres dimensions.
Victor Vasarely, pintor franco-hongarès, va ser un artista considerat el pare d'aquest moviment. Científics de l'actualitat han estudiat alguns dels seus treballs. N'és un exemple la investigació que utilitzà la il·lusió de quadrats niats, la qual suggereix que el cervell humà identifica les formes utilitzant cantonades en lloc de línies.
La il·lusió òptica també està en el cinema en usar certs efectes vinculats amb l'animació, la qual es considera una il·lusió òptica en donar la sensació de moviment a una imatge.

## Concurs a la millor il·lusió de l'any
El concurs a Millor il·lusió de l'any (en anglès: Best Illusion of the Year Contest) és una celebració de l'enginy i la creativitat de la primera comunitat de recerca d'il·lusions del món. Els científics visuals, els oftalmòlegs, els neuròlegs i els artistes formen la comunitat de la il·lusió. Utilitzen molts mètodes diferents per descobrir els fonaments de la percepció il·lusòria.
És una celebració de les il·lusions i la percepció creada per l'enginy dels principals creadors d'il·lusions del món. Tal com expressen, les il·lusions són experiències perceptives que no coincideixen amb la realitat física.
Susana Martínez-Conde del Barrow Neurological Institute d'Arizona és una neurocientífica visual i jutge d'aquest concurs. Es basa en el treball d'investigadors del s. XIX. Helmholtz, metge i físic alemany, va ser el primer que s'adonà que els ulls dels éssers humans fan moviments ràpids anomenats sacàdics. Arran d'aquest fet, Martínez-Conde es va adonar que aquestes sacsades podrien ajudar a explicar el per què veiem moviment en aquesta imatge, la il·lusió de la serp, és el que es coneix com a moviment aparent. La il·lusió de la serp es produeix perquè hi ha molta informació a la vegada que topa amb diferents parts de la retina alhora. Tot aquest detall s'envia al còrtex visual a la vegada, i la confusió resultant enganya el cervell perquè pensi que s'està produint un moviment. Les exploracions d'IRMf han demostrat que les mateixes neurones que responen al moviment responen quan mirem la imatge de la il·lusió de la serp. En conclusió, el sistema visual humà encara avui dia continua sent massa limitat per poder abordar tota la informació que els nostres ulls capten a cada moment. Veure en cap cas és creure i tampoc, conèixer. Susana Martínez-Conde diu:
“For that our brain would need to be bigger than a building, and still then it wouldn't be enough”
El concurs Millor Il·lusió de l'Any consta de tres etapes: La primera és la presentació, la segona és la selecció dels 10 millors finalistes i, per acabar, es fa l'elecció dels 3 millors guanyadors. La selecció dels 10 millors finalistes la fa un panell de jutges imparcials que redueixen totes les presentacions a les 10 millors obres. Aleshores, es pot votar la il·lusió Top 10 preferida en línia. Finalment, els 3 guanyadors reben premis en metàl·lic.

### Algunes de les il·lusions més ben valorades

#### Il·lusió autocinètica
La il·lusió autocinètica, de Gianni A. Sarcone, Courtney Smith, Marie-Jo Waeber, Projecte Archimedes Laboratory, Itàlia (en anglès: Autokinetic Illusion) o moviment aparent, s'utilitzen per descriure l'aparença convincent del moviment en una imatge que l'espectador sap que és estàtica. Obtingué una puntuació de 9.1 sobre 10.

#### El trencament de la bola corba
El trencament de la bola corba (en anglès: The break of the curveball) d'Arthur Shapiro, Zhong-Lin Lu, Emily Knight i Robert Ennis va obtenir el primer premi l'any 2009. Al beisbol, una bola corba crea un efecte físic i un trencaclosques de percepció. L'efecte físic, la corba, sorgeix perquè la rotació de la pilota condueix a una desviació en el camí de la pilota. El trencaclosques de la percepció sorgeix perquè la desviació és en realitat gradual, però sovint es percep com un canvi brusc de direcció (la ruptura). Les nostres il·lusions suggereixen que la "ruptura" percebuda pot ser causada per la transició del sistema visual central al sistema visual perifèric. Com una bola corba, els discos giratoris de les il·lusions semblen canviar de direcció bruscament quan un observador passa de la visualització foveal a la perifèrica.

#### Divisió de colors
Divisió de colors (en anglès: Splitting Colors) de Mark Vergeer, KU Leuven (Bèlgica) l'any 2015 va obtenir el primer premi. Tracta sobre la manera com percebem els colors. Es comença amb dues ratlles de colors idèntiques i intermitents que romanen sense canvis durant tota la demostració. Tanmateix, els diferents entorns faran que aquestes ratlles semblin completament diferents. Quan la franja està flanquejada per un patró groc-blau, a la deriva cap a l'esquerra, canvia d'aspecte i es veu vermella i cian, a la deriva cap a la dreta, mentre que la mateixa franja, flanquejada per un patró vermell/cian que deriva cap a la dreta, de sobte sembla groc i blau, a la deriva cap a l'esquerra. Aquesta il·lusió mostra que un mateix objecte pot semblar completament diferent segons el seu entorn.